# Batumi Technological University Tower
La Batumi Technological University Tower es un rascacielos categoría 2 (más de 150 metros de altura) en Batumi, Georgia. El trabajo de construcción se  terminó en 2012. Alcanzó una altura de 200 metros para 35 pisos convirtiéndolo en el edificio más alto de Georgia.

| Predecesor: Sheraton Batumi Hotel | Edificio más alto de Georgia 2012 - Actulaidad | Sucesor: - |